# 石田稔
石田 稔 (いしだ みのる、1940年1月5日 - ) は、日本の実業家。元青森放送代表取締役社長、会長、相談役。

## 略歴
- 1964年4月 青森放送入社[1][2]
- 1992年6月 総務局長[1][2]
- 1994年6月 取締役総務局長[1][2]
- 1996年6月 常務取締役[1][2]
- 2000年6月 専務取締役[1][2]
- 2002年6月 代表取締役社長[1][2]
- 2012年6月 取締役会長[1][2]
- 2017年6月 相談役[3]

## 青森放送以外
- 一般社団法人 青森県ユネスコ協会会長[3]

## 同期入社
- 蔦谷信弘